# Liste der U-Boote der Los-Angeles-Klasse
Die Liste der U-Boote der Los Angeles-Klasse enthält alle Einheiten der Los Angeles-Klasse der United States Navy. Bei dieser Klasse handelt es sich um nuklear angetriebene Jagd-U-Boote (SSN). Mit insgesamt 62 in Dienst gestellten U-Booten, von denen im 21. Jahrhundert noch etliche aktiv sind, ist sie weltweit die zahlenmäßig größte Klasse von Atom-U-Booten. Die Einheiten werden bis weit ins 21. Jahrhundert das Rückgrat der US-amerikanischen Jagd-U-Boot-Flotte bilden.
Vorgänger der Los Angeles-Klasse ist die Sturgeon-Klasse, direkter Nachfolger die Seawolf-Klasse, von der aber nur drei Einheiten gebaut wurden. Die Los Angeles-Klasse soll von der Virginia-Klasse abgelöst werden.

## Bau
Das erste Boot wurde im Januar 1971 bestellt und ein Jahr danach auf Kiel gelegt. Vier Jahre später wurde es in Dienst gestellt. Das letzte Flight I Boot wurde im September 1977 bestellt und im Jahr 1981 auf Kiel gelegt. 1985 wurde es in Dienst gestellt. Sie tragen die Rumpfnummern von SSN-688 bis SSN-718. Flight I Boote haben ihre Tiefenruder noch am Turm. Auch haben sie keine VLS-Luken an Bord. Ihre Abdeckung besteht aus „echolosen Kacheln“.
Um das Programm Marine der 600 Schiffe zu verwirklichen, wurden ab April 1979 neue U-Boote des sogenannten Flight II bestellt. Diese Boote besitzen schon das VLS-System. Das erste U-Boot wurde im Oktober 1982 auf Kiel gelegt. Drei Jahre später wurde es in Dienst gestellt. Die letzte Einheit des Flight II wurde im April 1982 bestellt und im März 1984 auf Kiel gelegt. Etwa fünf Jahre später wurde sie in Dienst gestellt. Ihre Rumpfnummern laufen von SSN-719 bis SSN-725 sowie die SSN-750. Dazwischen liegen auf SSBN-726 bis SSBN-743 die 14 SSBN- und 4 SSGN-U-Boote der Ohio-Klasse, die Nummern 744 bis 749 wurden nicht vergeben.
Im November 1982 wurde das erste Flight III Boot bestellt. Sie besitzen, wie die Flight II Boote, das VLS-System. Eine weitere große Änderung ist, dass keine Tiefenruder mehr am Turm vorhanden sind. Drei Jahre nach der Bestellung wurde das erste Flight III Boot auf Kiel gelegt. Nach knapp drei Jahren wurde es im August 1988 in Dienst gestellt. Das letzte U-Boot wurde im November 1989 und etwa drei Jahre später auf Kiel gelegt. Im September 1996 wurde es in Dienst gestellt. Ihre Rumpfnummern laufen von SSN-751 bis SSN-773.
Die U-Boote wurden bei zwei Werften gebaut:
| Name der Werft            | Anzahl |
| ------------------------- | ------ |
| Newport News Shipbuilding | 29     |
| Electric Boat             | 33     |

Anfang 1995 wurde das erste U-Boot außer Dienst gestellt, bis 2014 folgten weitere 21 Einheiten. Sie werden danach im Rahmen des Ship-Submarine Recycling Program abgewrackt.

## Stationierungen
Die 28 noch im Dienst stehenden U-Boote sind in 6 verschiedenen Häfen stationiert. Dies sind im Einzelnen:
| Heimathafen                                         | Anzahl |
| --------------------------------------------------- | ------ |
| Naval Station Norfolk, Norfolk VA                   | 4      |
| Naval Base Coronado, San Diego CA                   | 4      |
| Pearl Harbor HI                                     | 6      |
| Naval Submarine Base New London, Groton Connecticut | 3      |
| Apra Harbor, Guam                                   | 3      |
| Hagåtña, Guam                                       | 1      |
| Portsmouth Naval Shipyard, Portsmouth NH            | 5      |
| Newport News Shipbuilding, Newport News VA          | 1      |
| Norfolk Naval Shipyard, Portsmouth VA               | 1      |
| Puget Sound Naval Shipyard, Bremerton WA            | 1      |

| Norfolk |

| Groton |

| San Diego |

| Portsmouth |

| Norfolk |

| Groton |

| San Diego |

| Portsmouth |

| Pearl Harbor |

| Guam |

| Pearl Harbor |

| Guam |

## Legende
- Name und Kennung

In dieser Spalte wird der Name (z. B. “USS Los Angeles”), sowie die Kennung (z. B. SSN-688) genannt.
- Kiellegung und Bauwerft

Bei der Kiellegung wird das Jahr genannt, in welchem das U-Boot auf Kiel gelegt wurde. Die Buchstaben darunter geben die jeweilige Bauwerft an. „NNS“ steht für Newport News Shipbuilding und “EB” für Electric Boat.
- Stapellauf

Hier wird das genaue Datum angegeben, an welchem das Schiff vom Stapel gelassen wurde.
- Indienststellung

Diese Spalte gibt das genaue Datum an, wann das U-Boot in Dienst gestellt wurde.
- Außerdienststellung

Diese Spalte gibt das genaue Datum an, wann das U-Boot außer Dienst gestellt wurde.
- Bild

Hier ist immer ein Bild des U-Bootes zu sehen.
- Bemerkung

Die Spalte Bemerkung zeigt weitere Besonderheiten des Schiffes auf, z.B: zu welchem Flight es gehört.
- Heimathafen

Hier wird der jeweilige Heimathafen des U-Bootes genannt.

## Liste
| Name und Kennung                 | Kiellegung Bauwerft | Stapellauf         | Indienststellung   | Außerdienststellung | Bild | Bemerkung | Heimathafen                           |
| -------------------------------- | ------------------- | ------------------ | ------------------ | ------------------- | ---- | --- | ------------------------------------- |
| Los Angeles (SSN-688)            | 1972 NNS            | 6. April 1974      | 13. November 1976  | 4. Februar 2011     |      | Flight I Typschiff |                                       |
| Baton Rouge (SSN-689)            | 1972 NNS            | 26. April 1975     | 25. Juni 1977      | 13. Januar 1995     |      | Flight I |                                       |
| Philadelphia (SSN-690)           | 1972 EB             | 19. Oktober 1974   | 25. Juni 1977      | 25. Juni 2010       |      | Flight I |                                       |
| Memphis (SSN-691)                | 1973 NNS            | 3. April 1976      | 17. Dezember 1977  | 1. April 2011       |      | Flight I |                                       |
| Omaha (SSN-692)                  | 1973 EB             | 21. Februar 1976   | 11. März 1978      | 5. Oktober 1995     |      | Flight I Nur 17 Jahre im Dienst. |                                       |
| Cincinnati (SSN-693)             | 1974 NNS            | 19. Februar 1977   | 10. Juni 1978      | 22. Dezember 1997   |      | Flight I Nur 18 Jahre im Dienst. |                                       |
| Groton (SSN-694)                 | 1973 EB             | 9. Oktober 1976    | 8. Juli 1978       | 7. November 1997    |      | Flight I Nur 19 Jahre im Dienst. |                                       |
| Birmingham (SSN-695)             | 1975 NNS            | 29. Oktober 1977   | 16. Dezember 1978  | 22. Dezember 1997   |      | Flight I |                                       |
| New York (SSN-696)               | 1973 EB             | 18. Juni 1977      | 3. März 1979       | 30. April 1997      |      | Flight I Nur 18 Jahre im Dienst. |                                       |
| Indianapolis (SSN-697)           | 1974 EB             | 30. Juli 1977      | 5. Januar 1980     | 22. Dezember 1998   |      | Flight I Nur 19 Jahre im Dienst. |                                       |
| Bremerton (SSN-698)              | 1976 EB             | 22. Juli 1978      | 28. März 1981      | 21. Mai 2021        |      | Flight I |                                       |
| Jacksonville (SSN-699)           | 1976 EB             | 18. November 1978  | 16. Mai 1981       |                     |      | Flight I Am 1. Mai 2018 deaktiviert | Puget Sound Naval Shipyard, Bremerton |
| Dallas (SSN-700)                 | 1976 EB             | 28. April 1979     | 18. Juli 1981      | 4. April 2018       |      | Flight I |                                       |
| La Jolla (SSN-701)               | 1976 EB             | 11. August 1979    | 30. September 1981 | 15. November 2019   |      | Flight I Wurde zu einem Moored Training Ship umgebaut                                                                                                |                                       |
| Phoenix (SSN-702)                | 1977 EB             | 8. Dezember 1979   | 19. Dezember 1981  | 29. Juli 1998       |      | Flight I Nur 16 Jahre im Dienst. |                                       |
| Boston (SSN-703)                 | 1978 EB             | 19. April 1980     | 30. Januar 1982    | 19. November 1999   |      | Flight I Nur 17 Jahre im Dienst. Turm und Ruder sind ausgestellt.                                                                                    |                                       |
| Baltimore (SSN-704)              | 1979 EB             | 13. Dezember 1980  | 24. Juli 1982      | 10. Juli 1998       |      | Flight I Nur 16 Jahre im Dienst. Wird seit 2013 abgewrackt                                                                                           |                                       |
| City of Corpus Christi (SSN-705) | 1979 EB             | 25. April 1981     | 8. Januar 1983     | 30. Mai 2016        |      | Flight I |                                       |
| Albuquerque (SSN-706)            | 1979 EB             | 13. März 1982      | 21. Mai 1983       | 23. Februar 2017    |      | Flight I |                                       |
| Portsmouth (SSN-707)             | 1980 EB             | 18. September 1982 | 1. Oktober 1983    | 10. September 2004  |      | Flight I |                                       |
| Minneapolis-Saint Paul (SSN-708) | 1981 EB             | 19. März 1983      | 10. März 1984      | 28. August 2008     |      | Flight I |                                       |
| Hyman G. Rickover (SSN-709)      | 1981 EB             | 27. August 1983    | 21. Juli 1984      | 17. Dezember 2007   |      | Flight I |                                       |
| Augusta (SSN-710)                | 1982 EB             | 21. Januar 1984    | 19. Januar 1985    | 11. Februar 2009    |      | Flight I Vermutlich Kollision mit K-279 |                                       |
| San Francisco (SSN-711)          | 1977 NNS            | 27. Oktober 1979   | 24. April 1981     |                     |      | Flight I Erhielt den Bug der Honolulu, nachdem sie einen unterseeischen Berg gerammt hatte. Wurde zu einem Moored Training Ship umgebaut             | Am 11. Mai 2017 deaktiviert           |
| Atlanta (SSN-712)                | 1978 NNS            | 16. August 1980    | 6. März 1982       | 16. Dezember 1999   |      | Flight I Nur 17 Jahre im Dienst. |                                       |
| Houston (SSN-713)                | 1979 NNS            | 21. März 1981      | 25. September 1982 | 24. August 2017     |      | Flight I |                                       |
| Norfolk (SSN-714)                | 1979 NNS            | 31. Oktober 1981   | 21. Mai 1983       | 11. Dezember 2014   |      | Flight I |                                       |
| Buffalo (SSN-715)                | 1980 NNS            | 8. Mai 1982        | 5. November 1983   | 30. Januar 2019     |      | Flight I |                                       |
| Salt Lake City (SSN-716)         | 1980 NNS            | 16. Oktober 1982   | 12. Mai 1984       | 15. Januar 2006     |      | Flight I |                                       |
| Olympia (SSN-717)                | 1981 NNS            | 30. April 1983     | 17. November 1984  | 5. Februar 2021     |      | Flight I |                                       |
| Honolulu (SSN-718)               | 1981 NNS            | 24. September 1983 | 6. Juli 1985       | 2. November 2007    |      | Flight I Bug des Schiffes ging an die San Francisco                                                                                                  |                                       |
| Providence (SSN-719)             | 1982 EB             | 4. August 1984     | 27. Juli 1985      |                     |      | Flight II | Portsmouth NH                         |
| Pittsburgh (SSN-720)             | 1983 EB             | 8. Dezember 1984   | 23. November 1985  | 15. April 2020      |      | Flight II |                                       |
| Chicago (SSN-721)                | 1983 NNS            | 13. Oktober 1984   | 27. Oktober 1986   |                     |      | Flight II Test eines neuen Periskops | Pearl Harbor                          |
| Key West (SSN-722)               | 1983 NNS            | 20. Juli 1985      | 12. September 1987 |                     |      | Flight II | Apra Harbor, Guam                     |
| Oklahoma City (SSN-723)          | 1984 NNS            | 2. November 1985   | 9. Juli 1988       |                     |      | Flight II Erstes U-Boot dieser Klasse innerhalb des Smart Ship Project.                                                                              | Apra Harbor, Guam                     |
| Louisville (SSN-724)             | 1984 EB             | 14. Dezember 1985  | 8. November 1986   | 9. März 2021        |      | Flight II |                                       |
| Helena (SSN-725)                 | 1985 EB             | 28. Juni 1986      | 11. Juli 1987      |                     |      | Flight II | Norfolk                               |
| Newport News (SSN-750)           | 1984 NNS            | 15. März 1986      | 3. Juni 1989       |                     |      | Flight II | Portsmouth NH                         |
| San Juan (SSN-751)               | 1985 EB             | 6. Dezember 1986   | 6. August 1988     |                     |      | Flight III | Groton                                |
| Pasadena (SSN-752)               | 1985 EB             | 12. September 1987 | 11. Februar 1989   |                     |      | Flight III | Norfolk                               |
| Albany (SSN-753)                 | 1985 NNS            | 13. Juni 1987      | 7. April 1990      |                     |      | Flight III | Norfolk                               |
| Topeka (SSN-754)                 | 1986 EB             | 23. Januar 1988    | 21. Oktober 1989   |                     |      | Flight III | Apra Harbor, Guam                     |
| Miami (SSN-755)                  | 1986 EB             | 12. November 1988  | 30. Juni 1990      | 28. März 2014       |      | Flight III Wurde 2012 bei einem Brand beschädigt. |                                       |
| Scranton (SSN-756)               | 1986 NNS            | 3. Juli 1989       | 26. Januar 1991    |                     |      | Flight III Erstes bei Newport News Shipbuilding in Modulbauweise gefertigtes U-Boot.                                                                 | San Diego                             |
| Alexandria (SSN-757)             | 1990 EB             | 3. April 1992      | 16. November 1993  |                     |      | Flight III | San Diego                             |
| Asheville (SSN-758)              | 1987 NNS            | 24. Februar 1990   | 28. September 1991 |                     |      | Flight III | Hagåtña, Guam                         |
| Jefferson City (SSN-759)         | 1987 NNS            | 17. August 1990    | 29. Februar 1992   |                     |      | Flight III | Pearl Harbor                          |
| Annapolis (SSN-760)              | 1988 EB             | 18. Mai 1991       | 11. April 1992     |                     |      | Flight III | San Diego                             |
| Springfield (SSN-761)            | 1990 EB             | 4. Januar 1992     | 9. Januar 1993     |                     |      | Flight III | Pearl Harbor                          |
| Columbus (SSN-762)               | 1991 EB             | 1. August 1992     | 24. Juli 1993      |                     |      | Flight III | Newport News                          |
| Santa Fe (SSN-763)               | 1991 EB             | 12. Dezember 1992  | 8. Januar 1994     |                     |      | Flight III | Portsmouth NH                         |
| Boise (SSN-764)                  | 1988 NNS            | 23. März 1991      | 7. November 1992   |                     |      | Flight III | Norfolk                               |
| Montpelier (SSN-765)             | 1989 NNS            | 23. August 1991    | 13. März 1993      |                     |      | Flight III | Groton                                |
| Charlotte (SSN-766)              | 1990 NNS            | 3. Oktober 1992    | 16. September 1994 |                     |      | Flight III | Pearl Harbor                          |
| Hampton (SSN-767)                | 1990 NNS            | 3. April 1992      | 16. November 1993  |                     |      | Flight III | San Diego                             |
| Hartford (SSN-768)               | 1992 EB             | 4. Dezember 1993   | 10. Dezember 1994  |                     |      | Flight III Grundberührung im Oktober 2003. Kollision mit der New Orleans im März 2009.                                                               | Groton                                |
| Toledo (SSN-769)                 | 1991 NNS            | 28. August 1993    | 24. Februar 1995   |                     |      | Flight III | Norfolk Naval Shipyard, Portsmouth VA |
| Tucson (SSN-770)                 | 1991 NNS            | 20. März 1994      | 18. August 1995    |                     |      | Flight III | Pearl Harbor                          |
| Columbia (SSN-771)               | 1993 EB             | 24. September 1994 | 9. Oktober 1995    |                     |      | Flight III | Pearl Harbor                          |
| Greeneville (SSN-772)            | 1992 NNS            | 17. September 1994 | 16. Februar 1996   |                     |      | Flight III Kollision im Februar 2001 mit der Ehime Maru, die dabei sank. Im August 2001 Aufgrundlaufen bei Saipan. Weitere Kollision im Januar 2002. | Portsmouth NH                         |
| Cheyenne (SSN-773)               | 1992 NNS            | 16. April 1995     | 13. September 1996 |                     |      | Flight III Letztes Schiff der Klasse. | Portsmouth NH                         |